# Mambilimafälle
Die Mambilimafälle des Flusses Luapula liegen auf 972 m Höhe etwas südlich der Musondafälle und nördlich des Ortes Mansa in der Luapula Province in Sambia im Kawambwa-Distrikt an der Grenze zur Demokratischen Republik Kongo.

## Beschreibung
Der eigentliche Wasserfall ist der Mambatutafall, hinter dem der Fluss in einem engen Bett nach Norden mäandert und dabei über eine Distanz von fünf Kilometern in einer Serie von Schnellen, den sogenannten Mambilimafällen, in eine dicht besiedelte Auenlandschaft mündet, die von Mangobäumen und Kassavafeldern geprägt ist. Das schier endlos lange Band von Weißwasserschnellen und die rasante Strömung machen diese Fälle so beeindruckend. Im nahe gelegenen Ort Mambilima Mission gibt es eine Schule und ein Krankenhaus sowie eine Flugpiste.